# Heteronychia mazurmovitshi
Heteronychia mazurmovitshi är en tvåvingeart som beskrevs av Yu. G. Verves 1979. Heteronychia mazurmovitshi ingår i släktet Heteronychia och familjen köttflugor.
Artens utbredningsområde är Ukraina. Inga underarter finns listade i Catalogue of Life.